# Ностиц, Григорий Иванович (1781)
Граф Григорий Иванович Ностиц (нем. Karl von Nostitz-Jänkendorf; 10 июня 1781 — 13 сентября 1838) — родоначальник русской ветви рода Ностицев, участник наполеоновских войн, генерал-лейтенант, генерал-адъютант (10.09.1835), автор мемуаров.

## Биография
Во время наполеоновских войн в 1807 году вступил в русскую службу. 3 августа 1814 года, в чине майора Русско-Германского легиона, «за отличия в сражениях с французами в кампанию 1814 года» был награждён орденом Святого Георгия 4-й степени. В марте 1815 года  был произведен в полковники. До 1818 года находился во Франции, где состоял дипломатическим агентом при корпусе графа М. С. Воронцова. 
В 1817—12.12.1823 — командир Смоленского драгунского полка. 22.08.1831, в чине генерал-лейтенанта, командир 1-й бригады легкой гвардейской кавалерийской дивизии, награждён орденом Святого Георгия 3-й степени:

В воздаяние отличнаго мужества и храбрости, оказанных в сражении против польских мятежников 14 мая, будучи послан к Остроленке, был встречен фланкерами мятежников и, открыв сильный отряд пехоты, заставил их обратиться в бегство; при занятии Остроленки опрокинул неприятеля и вторично атаковал пехоту и потопил в Нареве; по переправе же за Нарев при стремительном наступлении неприятельских колонн под градом пуль и картечи лично бросился с л.-гв. Уланским полком на мятежников, смял и опрокинул.
В 1834 году командовал 3-й легкой кавалерийской дивизией. Выйдя в отставку, Ностиц проживал в своем имении — селе Васильевка Павлоградского уезда. По отзыву современника, он был «истый немец, но любил жить роскошно и часто давал у себя званые обеды. Был очень умный, но прехитрый человек, имел высокий рост и очень красивое лицо, при этом прекрасно объяснялся по-французски, немного, правда, с немецким акцентом».

## Награды
- Орден Святого Георгия 4-й степени (03.08.1814)
- Орден Святого Владимира 3-й степени (23.06.1815)
- Орден Святой Анны 1-й степени (09.11.1828)
- Алмазные знаки к ордену Святой Анны 1-й степени (20.11.1828)
- Орден Святого Георгия 3-й степени (22.08.1831)
- Орден Святого Владимира 2-й степени (18.10.1831)

## Семья
В браке с Анастасией Ивановной (1800—1885), дочерью помещика Морозова, имел детей:
- Сын Иван (1824—1905) — генерал-лейтенант, участник Кавказской войны.
- Дочь Ольга (1828-1894) замужем за петербургским уездным предводителем дворянства Михаилом Александровичем Безобразовым (1815-1879); у них сыновья Александр и Владимир.